# Искупление кровью

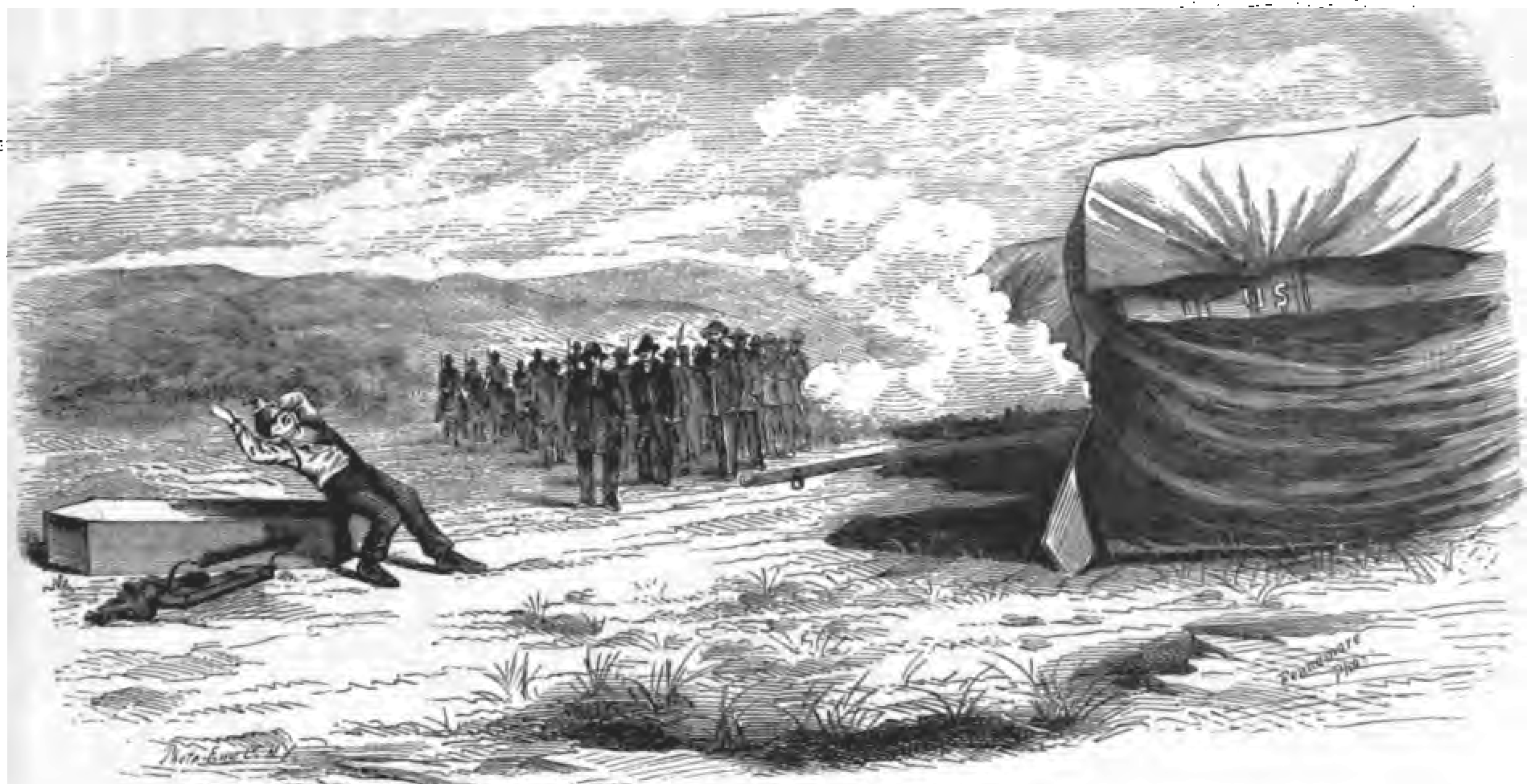
Расстрел Джона Ли за участие в бойне при Маунтин-Медоус. Кровь Ли была пролита на землю в том месте, где за двадцать лет до этого мормонским отрядом было совершено массовое убийство немормонских переселенцев. Тем не менее Бригам Янг отмечал, что «Ли не был искуплен и наполовину за своё ужасное преступление».

Искупление кровью (кровавое искупление, англ. Blood atonement) — доктрина в фундаментальном мормонизме, в соответствии с которой убийство считается настолько тяжким грехом, что жертва Иисуса Христа не способна его искупить. Поэтому, дабы искупить этот грех, виновный должен пролить свою кровь на землю. Доктрина была введена Бригамом Янгом. Церковь Иисуса Христа Святых последних дней не признаёт это учение в отличие от некоторых мормонских фундаменталистов.
Доктрина возникла в период мормонской реформации, когда президент Церкви Иисуса Христа Святых последних дней Бригам Янг находился во главе территории Юта. Янг и другие члены первого президентства того времени учили, что в идеале грешник должен добровольно, с любовью и состраданием, согласиться на этот акт. Принесение жизни в жертву должно было освободить человека от вечных мук в загробном мире.
Учение об искуплении кровью повлияло на светское законодательство территории Юта, в котором предусматривалась смертная казнь через расстрел и обезглавливание. Между тем не существует чётких доказательств, что Янг и прочие лидеры мормонской теократии прибегали к искуплению кровью в качестве принудительной меры наказания за вероотступничество и прочие грехи — например, смешанные браки. Однако есть свидетельства в пользу того, что искупление кровью несколько раз применялось на местном уровне в светском судебном порядке без ведома высшего руководства церкви. Кроме того, считается, что проповедь учения привела к бойне у Маунтин-Медоус.
В 1978 апостол Церкви Иисуса Христа Святых последних дней Брюс Макконки, утверждая, что отражает точку зрения церковного руководства, писал, что, хотя учение об искуплении кровью больше не поддерживается церковью, оно применялось бы в мормонском теократическом государстве.